# Еластични прстен
Еластични прстени су машински елементи који се уграђују у кружне жлебове на вратилима или отворима и служе за осигурање делова од аксијалног померања и преношење аксијалних сила. Прстенови се при монтажи еластично деформишу и аксијалним померањем лако уграђују у одговарајући жлеб. Конструкционо је дефинисано и стандардима предвиђено више облика еластичних прстенова.

## Облици
- Еластични ускочник поред осигурања од аксијалног померања може да пренесе и знатне аксијалне силе.
- Спољашњи еластични ускочник уграђује се у жлебове вратила и дефинисан је стандардом  471.
- Унутрашњи еластични ускочник уграђује се у жлебове отвора и дефинисан је стандардом DIN 472. Ускочници се израђују од челика за опруге, имају малу дебљину а облик им је тако изведен да се при уградњи (специјалним клештима) еластично деформишу и остварују радијални притисак у жлебу. Због велике концентрације напона који изазивају попречни пресеци на вратилу, еластични ускочници се уграђују на крајевима вратила и осовина.
- У примени су и назубљени еластични ускочници (DIN 983 и 984) чиме је еластична ослона површина повећана.
- За аксијално учвршћивање делова са великим закошењем или заобљењем примењује се пуни еластични прстен. Прстен је израђен од челика за опруге и уграђује се на глатко вратило аксијалним утискивањем. Примењује се и као дистантни прстен.
- Еластични потковичасти осигурач користи се код малих пречника вратила код апарата и у прецизној индустрији. Уграђује се радијално непосредно у одговарајући жлеб на вратилу и има релативно велику ослону површину.